# Автомагістраль А39 (Франція)
Автомагістраль A39, також відома як L'Autoroute Verte — автомагістраль у східній Франції. Дорога сполучає Діжон з Долем і Бург-ан-Брес. Є частиною європейського маршруту E21.

## Характеристики
- Дорога має 142 кілометри від розв'язки 1
- Є 3 зони обслуговування

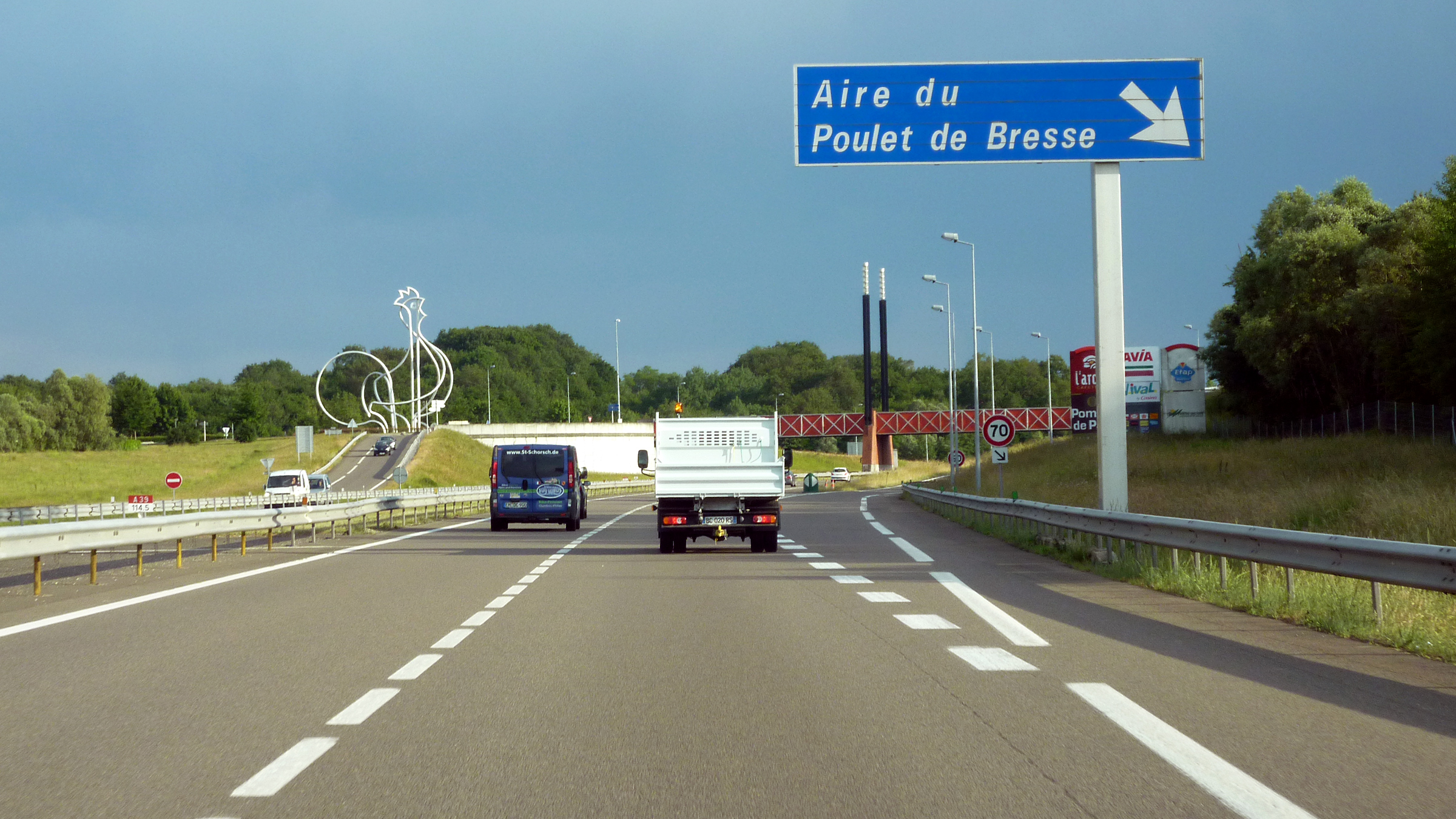
Автомагістраль A39, зона обслуговування: Le Poulet de Bresse

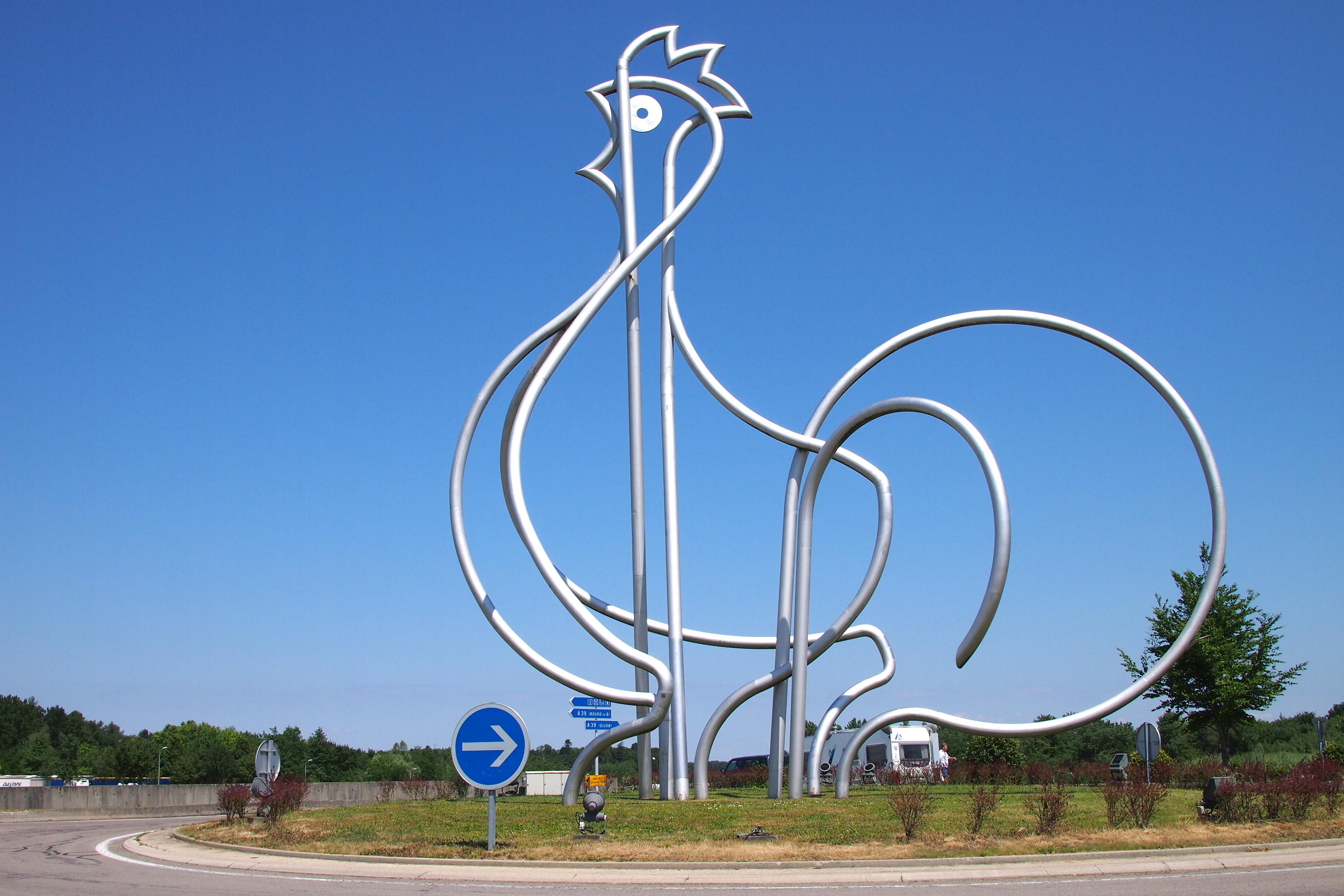
Зона обслуговування: Le Poulet de Bresse

- Дорога забезпечує швидший час подорожі між Бург-ан-Брессом і Парижем.

## Історія
- 1992 рік: Відкриття ділянки між Діжоном і Кримула (6 км)
- 1994 рік: Відкриття ділянки між Crimolois і Доле (34 км)
- 1998 рік: Відкриття ділянки між Долем і Бург-ан-Брессом (110 км)